# 362 Havnia
A 362 Havnia (ideiglenes jelöléssel 1893 R) a Naprendszer kisbolygóövében található aszteroida. Auguste Charlois fedezte fel 1893. március 12-én.